# Frankenblick
Frankenblick é um município da Alemanha, situado no distrito de Sonneberg, no estado da Turíngia. Tem 60,65 km² de área, e sua população em 2019 foi estimada em 5.729 habitantes. Foi formado em 1 de janeiro de 2012, após a fusão dos antigos municípios de Effelder-Rauenstein e Mengersgereuth-Hämmern.